# Pristiphora coactula
Pristiphora coactula är en stekelart som först beskrevs av Johannes Friedrich Ruthe 1859.  Pristiphora coactula ingår i släktet Pristiphora, och familjen bladsteklar. Arten är reproducerande i Sverige.